# ألبرت باترسون
ألبرت باترسون (بالإنجليزية: Albert Patterson)‏ هو محامي وسياسي أمريكي، ولد في 27 يناير 1894، وتوفي في 18 يونيو 1954. حزبياً، نشط في الحزب الديمقراطي.